# Die Eier Von Satan
«Die Eier Von Satan» del alemán: «Los huevos de Satán» es la canción número diez que aparece en el segundo álbum de Tool, Ænima.

## Significado
Danny Carey dice que "Message To Harry Manback" suena como un poema de amor, cuando en realidad se trata de una amenaza de muerte, mientras que "Die Eier Von Satan" (traducido del idioma alemán: Los huevos de Satán) suena fascista, pero en realidad es totalmente inocente.
El final de la canción, la voz del intérprete se torna más fuerte, como si dijera un discurso muy violento y fascista, parecido a una arenga nazi aunque en realidad la canción da una receta para hornear galletas de hachís turco sin huevos.

## Letra
La letra original en alemán y la traducción al español.
| Die Eier von Satan Eine halbe Tasse Staubzucker Ein Viertel Teelöffel Salz Eine Messerspitze türkisches Haschisch Ein halbes Pfund Butter Ein Teelöffel Vanillenzucker Ein halbes Pfund Mehl Einhundertfünfzig Gramm gemahlene Nüsse Ein wenig extra Staubzucker ... und keine Eier. In eine Schüssel geben Butter einrühren Gemahlene Nüsse zugeben und Den Teig verkneten Augenballgroße Stücke vom Teig formen Im Staubzucker wälzen und Sagt die Zauberwörter Simsalbimbamba Saladu Saladim Auf ein gefettetes Backblech legen und Bei zweihundert Grad für fünfzehn Minuten backen und keine Eier Bei zweihundert Grad für fünfzehn Minuten backen und keine Eier | Los huevos de Satán Media taza de azúcar en polvo Un cuarto de cucharilla de sal Una punta de cuchillo de hachís turco Media libra de mantequilla Una cucharilla de azúcar vainillada Media libra de harina 150 gramos de nueces trituradas Un poco más de azúcar en polvo ... y sin huevos Poner en un bol Añadir mantequilla Añadir las nueces Amasar la masa Formar porciones del tamaño de un ojo de esta masa Pasarlos por el azúcar en polvo y decir las palabras mágicas: "Sim sala bim bamba sala do saladim". Poner en una fuente de hornear engrasada Hornear a 200 grados durante 15 minutos ...y sin huevos. Hornear a 200 grados durante 15 minutos ...y sin huevos. |